# Destiny (videojuego)
Destiny es un videojuego de disparos en primera persona, en forma de multijugador masivo en línea  en un mundo abierto  de ficción especulativa. Fue desarrollado por Bungie y publicado por Activision como parte de un contrato de producción de diez años. Se lanzó a nivel mundial el 9 de septiembre de 2014 para PlayStation 3, PlayStation 4, Xbox 360 y Xbox One. La versión beta del videojuego fue lanzada en el verano de 2014, la cual estuvo disponible antes para PlayStation 3 y PlayStation 4. La primera vez que se mostró el videojuego, fue en la conferencia de Sony en el E3 de 2013.
La música está compuesta por Martin O'Donnell, Michael Salvatori, Paul McCartney y C Paul Johnson. Los motores del videojuego son In-house engine y Umbra Software.
Según las empresas desarrolladoras, los costos de desarrollo y marketing superaron los 500 millones de dólares, pero no precisaron las cifras definitivas, aunque algunos periódicos precisaron que sólo la gran campaña de publicidad desplegada habría supuesto unos gastos de 200 millones de dólares. Un día después de su lanzamiento, la empresa Activision declaró que Destiny se había convertido en el lanzamiento más exitoso de la historia de la franquicia, con unas ventas sólo en el primer día que superaban los 500 millones de dólares.

## Argumento (Año 1)
Cuando comienza el juego, un Espectro -robots creados por El Viajero para encontrar guardianes y llevarlos a La Torre- está explorando entre los restos de la Antigua Rusia hasta que encuentra y resucita al Guardián (el personaje del jugador), que había sido asesinado en una batalla antigua. El Espectro luego guía al guardián a una nave y lo lleva a la Torre. Allí se encuentran con El Orador, quien les informa sobre la Oscuridad. El guardián tiene la tarea de explorar el Cosmódromo cercano, donde la humanidad solía lanzar sus incursiones al espacio exterior, defendiéndose de los enemigos caídos y, finalmente, de la Colmena, que se pensaba que habían sido confinados en la Luna. El guardián descubre que un viejo Estratega ruso llamado Rasputín -una inteligencia artificial construida para defender a la Tierra- todavía está vivo y actúa con un propósito desconocido. El guardián también rastrea los códigos para levantar una antigua matriz para conectarlo con las colonias perdidas hace mucho tiempo en el Sistema Solar, y descubre que Rasputín está controlando la matriz. Luego parten hacia la Luna en busca de un guardián perdido que estaba buscando un camino hacia la fortaleza de la Colmena. Después de localizar su cadáver y su Espectro muerto, el Espectro del guardián (el jugador) descubre que la Colmena está levantando un ejército y planea invadir la Tierra. El guardián rápidamente comienza a interrumpir sus esfuerzos, incluyendo la cancelación de un ritual que la Colmena estaba usando para drenar el poder del Viajero, destruyendo un poderoso enemigo llamado la Espada de Crota, y cortando sus comunicaciones de larga distancia. Alrededor de este tiempo, un extraño "exo" (robots con conciencia) se pone en contacto con el guardián, una misteriosa mujer exo (llamada "La desconocida") que los convoca en Venus para enfrentarse a un nuevo enemigo, los Vex.
Cuando El Guardián llega a Venus, la extraña exo describe a los Vex como un mal tan oscuro que desprecia cualquier otro mal. Ella les habla sobre El Jardín Negro, una ciudad oculta de los Vex, e implora al Guardián que lo encuentre y le arranque el corazón, ya que es la única forma en que el Viajero comience a sanar. El espectro dice que necesitan hablar con los Insomnes, que se esconden en el arrecife y que se niegan a tomar partido en las guerras de la galaxia. Una vez que el guardián llega al Arrecife, se encuentran con la Reina Mara Sov, y su hermano, el Príncipe Uldren Sov, quien le dice al Guardián que los ayudarán a localizar el Jardín Negro si les traen la cabeza de un Vex en particular, El Celador. El guardián viaja de regreso a Venus, donde descubre el archivo que revela secretos sobre los Vex, incluida la ubicación de un lugar llamado la Cámara de Cristal, y los caminos a través de la galaxia. Después de derrotar a Draksis, un Kell Caído de la Casa de Invierno, el guardián se enfrenta al Vex guardián del portal, reclama su cabeza, y regresa con la Reina, quien les dice que echen un vistazo a la Bahía del Meridiano en Marte, desde donde se puede acceder al Jardín Negro.
Después de llegar a la Bahía del Meridiano, el espectro informa al guardián de sus habitantes. Los Cabal han intentado romper el cifrado en la portal vex con un éxito limitado, pero controlan muchos de los lugares que el guardián necesita visitar en Marte en Zonas de Exclusión. El guardián se convierte en el primero en penetrar una de dichas zonas y se dirige a la aguja del jardín, que carga el Ojo del Celador. También viajan a la Ciudad Enterrada, el lugar de nacimiento de muchas maravillas tecnológicas donde descubren una IA controlada por Rasputin. Con los Vex ahora presentes en Marte, el guardián descubre lo que están haciendo; están regresando a su casa, el Jardín Negro.
El guardián luego se dirige al Jardín Negro. Después de atravesar un teletransportador, se encuentran en un lugar que no se encuentra en ningún mapa del espacio y tiempo conocido. Después de varias batallas, El guardián llega al corazón del Jardín Negro, que los Vex parecen estar adorando. El Corazón convoca a tres descendientes de Sol: un grupo de unidades Vex llamadas Mente Eschaton, Mente Inminente y Mente Primitiva. Después de derrotar a los tres, el corazón es destruido, devolviendo al guardián a Marte y levantando el sudario de la Oscuridad del Viajero de vuelta a la Tierra. En la Torre, el Orador se dirige a los guardianes reunidos en un discurso de celebración. Sin embargo, en un hangar cercano, el guardián conversa con la extraña exo solo llamada "La Desconocida", quien dice que la lucha no ha terminado.
Con el corazón del Jardín Negro destruido, un equipo de guardianes decide investigar la misteriosa Cámara de Cristal (incursión de "Cámara de Cristal"). Descrito como el "inframundo Vex" por el Colectivo Ishtar, la hermandad que edificó la Librería de Isthar en Venus. La Cámara de Cristal es un reino donde los Vex pueden controlar el tiempo y la realidad, incluso borrar a las personas de la existencia. Si bien estos poderes no se extienden a las afueras de la Cámara, su naturaleza enigmática ha atraído a innumerables Guardianes. En su descenso a la Cámara, el equipo derrota al Templario y sus Oráculos. Luego atraviesan con éxito el laberinto de las Gorgonas sin ser detectados antes de llegar a Atheon, Confluencia Temporal, una figura central de la red de Confluencia Vex que tiene un poderoso control sobre el tiempo, como ser capaz de enviar guardianes al pasado o al futuro distante a otros lugares voluntad. Después de luchar en su camino a través del tiempo, los Guardianes derrotan a Atheon, eliminando una gran amenaza de los Vex.

## Recepción
Destiny recibió una recepción crítica desde mixta a positiva en el lanzamiento. El sitio web de revisión crítica Metacritic le dio la versión de Xbox One 75/100 basada en 11 revisiones, y la versión de PlayStation 4 un 76/100 basándose en 95 revisiones. Bungie detuvo las evaluaciones previas a la publicación afirmando que consideraban que el juego debería calificarse solo cuando sus aspectos sociales estuviesen operativos y se hubiese poblado con "miles de jugadores" para poder evaluarlo correctamente.
GameSpot describió el juego como "un juego de disparos multijugador que combina elementos de juegos masivos multijugador, pero que pasa por alto las lecciones que los desarrolladores de esos juegos aprendieron hace muchos años"; sin embargo, los modos multijugador competitivos del juego fueron elogiados por llevar la experiencia de Bungie de la franquicia de Halo con mapas bien diseñados. Danny O'Dwyer declaró que el desarrollo de Destiny plantea algunas cuestiones éticas preocupantes sobre el papel del diseño del juego para mantener a los jugadores adictos, y lo comparó con las máquinas tragamonedas y las palomas mensajeras en experimentos de recompensa variable. "No digo que sea un mal juego ... digo que es manipulador. Quiero decir que es FarmVille. para los fanáticos de los disparos; en lugar de cultivar por tierra, estás cultivando XP, botín y cualquier nueva moneda falsa que el juego cree para mantenerte dentro de otro sistema de programación de relaciones magistralmente elaborado". The Verge criticó la dependencia del juego de la colaboración con otros jugadores que exige al menos unas pocas horas cada semana para mantenerse al día con los niveles de poder del personaje con los amigos de un jugador o ser forzado a jugar con extraños para completar el contenido de la historia.
GameTrailers le dio una crítica en general positiva, pero también criticó la historia débil y las ubicaciones del juego poco inspiradas. Sin embargo, elogiaron los gráficos y la prisa que el combate puede proporcionar al jugador. Una falta general de comunicación cohesiva entre jugadores también fue criticada, con Game Informer calificándola de "minimizada y difícil". Eurogamer sintió que los entornos del juego estaban "meticulosamente construidos, con muchos rincones atractivos y una cubierta cuidadosamente colocada para apoyar ese emocionante combate", pero ese modo Patrulla expuso a los mundos como "niveles de tirador gigante conectados por pasadizos estrechos" en un mundo abierto verdaderamente expansivo".
Destiny fue criticado por su falta de contenido en la historia, con muchos que apuntan a la narrativa desarticulada y la implementación de la trama superficial. Desde entonces, Bungie ha reconocido que la historia le faltaba en algunos aspectos, y afirmó que la primera expansión DLC del juego, The Dark Below, se centraría en proporcionar más antecedentes al universo de Destiny. El contenido final del juego fue objeto de críticas, debido a su enfoque particular en la molienda de objetos raros a través de diversos medios (incluidos los juegos de varios jugadores y otras misiones). El descubrimiento de "cuevas de botín" - ubicaciones con enemigos que vuelven a generar rápidamente y que podrían usarse previamente para cultivar objetos - junto con problemas iniciales relacionados con la misión de redada de la Cámara del Cristal se asociaron con estos problemas persistentes. A pesar de las críticas, el juego recibió el título de Juego del Año de GamesRadar, el premio BAFTA al mejor juego en los British Academy VideoGame Awards. En los NAVGTR Awards de 2014, el juego ganó el Original Dramatic Score, New IP y Control Precision, y fue nominado para Diseño de juegos (Nueva IP), Diseño de control (3D), Diseño de personajes y Dirección de arte (Contemporáneo).